# Inge Refshauge
Inge Margrethe Guldberg-Refshauge (født 29. november 1937, død 18. november 2013) var en dansk politiker. Hun var medlem af Fremskridtspartiet til et tidspunkt i 1990'erne, Dansk Folkeparti indtil 2000, Det Liberale Højre i 2000 og Demokratisk Folkeparti fra 2000. Hun nåede at repræsentere de tre sidstnævnte partier i Folketinget fra 1998 til 2001.

## Baggrund
Inge Refshauge blev født 1937 som datter af Andreas og Dagmar Refshauge. Hun tog realeksamen fra Christiansfeld Private Realskole i 1954 og blev udlært som købmand. Fra 1984 arbejdede hun som redaktør på Sønderjydske Distriktsblade i Toftlund.
Efter tiden i Folketinget var hun rådgiver og bisidder i organisationen OSF-Syd (Omsorgsgruppen for Sygdomsramte og Førtidspensionister) som hun var med til at stifte i 2003.

## Politisk karriere
Refshauge startede sin politiske karriere i Fremskridtspartiet. Hun blev valgt ved amtsrådsvalget 1989 og var medlem af Sønderjyllands Amtsråd for partiet 1990-1993. Hun skiftede parti til Dansk Folkeparti og blev valgt til amtsrådet for det parti ved amtsrådsvalget 1997.
Hun blev opstillet til Folketinget i Sønderjyllands Amtskreds mod hendes ønske, og blev valgt ved valget 11. marts 1998. Efter en intern strid i juni 2000 hvor Refshauge sammen med tre andre af partiets folketingsmedlemmer (Mogens Andreasen, Ole Donner og Svend Aage Fauerholdt) havde kritiseret partiet for topstyring, blev hun frataget posten som sundhedsordfører. Det førte at hun forlod hun Dansk Folkeparti og fortsatte i Folketinget som løsgænger.
20. september 2000 dannede hun sammen med Mogens Andreasen, som var blevet ekskluderet, en ny folketingsgruppe for partiet Det Liberale Højre, der var stiftet tidligere samme år af udbrydere fra Fremskridtspartiet. Det holdt kun lidt over en måned, og 25. oktober 2000 meldte Refshauge sig ud af Det Liberale Højre og blev løsgænger igen. Hun gav udtryk at hun var blevet fejlinformeret af partiets ledelse.
Da Demokratisk Folkeparti blev stiftet 25. november 2000, lovede Inge Refshauge at repræsentere partiet i Folketinget. Hun gjorde det officielt fra 14. december 2000 til folketingsvalget 20. november 2001.
Hun skrev i 2003 sammen med Irma Henriksen bogen Kvindeskæbner i dansk politik hvor de beretter om deres oplevelser som politikere. Bogen er meget kritisk over for Dansk Folkeparti.